# محرقة زايميتريون

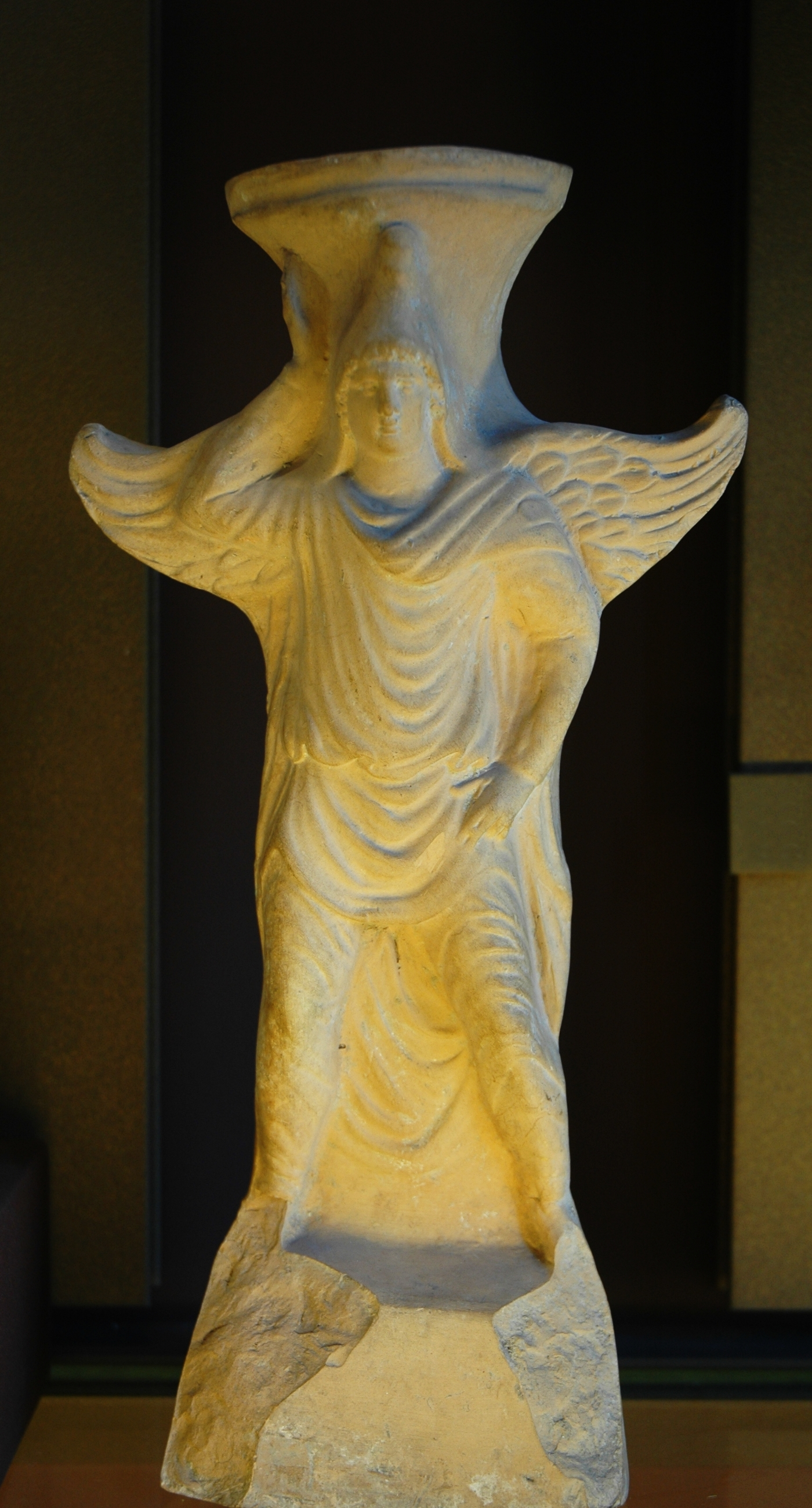

إن محرقة زايميتريون (محرقة بخور وقرابين) هي نوع من المباخر أو محرقة البخور، كانت تُستخدم سابقًا في منطقة البحر الأبيض المتوسط لأغراض روحية ودينية وخاصة في الاحتفالات الدينية.
لا يُستخدم هذا المصطلح للمباخر في اليونان القديمة فقط، وهو مكان نشأة هذا المصطلح، ولكنه يُستخدم أيضًا لوصف مباخر الشعور الأخرى في العالم القديم، مثل الفينيقيين وإتروسكان.
قد تأخذ المبخرة مجموعة متنوعة كبيرة من الأشكال، بدءًا من الأواني الخزفية البسيطة لوضع العناصر المنحوتة أو المقولبة أو المصبوبة المصنوعة من الصلصال أو البرونز.